# Theodor Matham

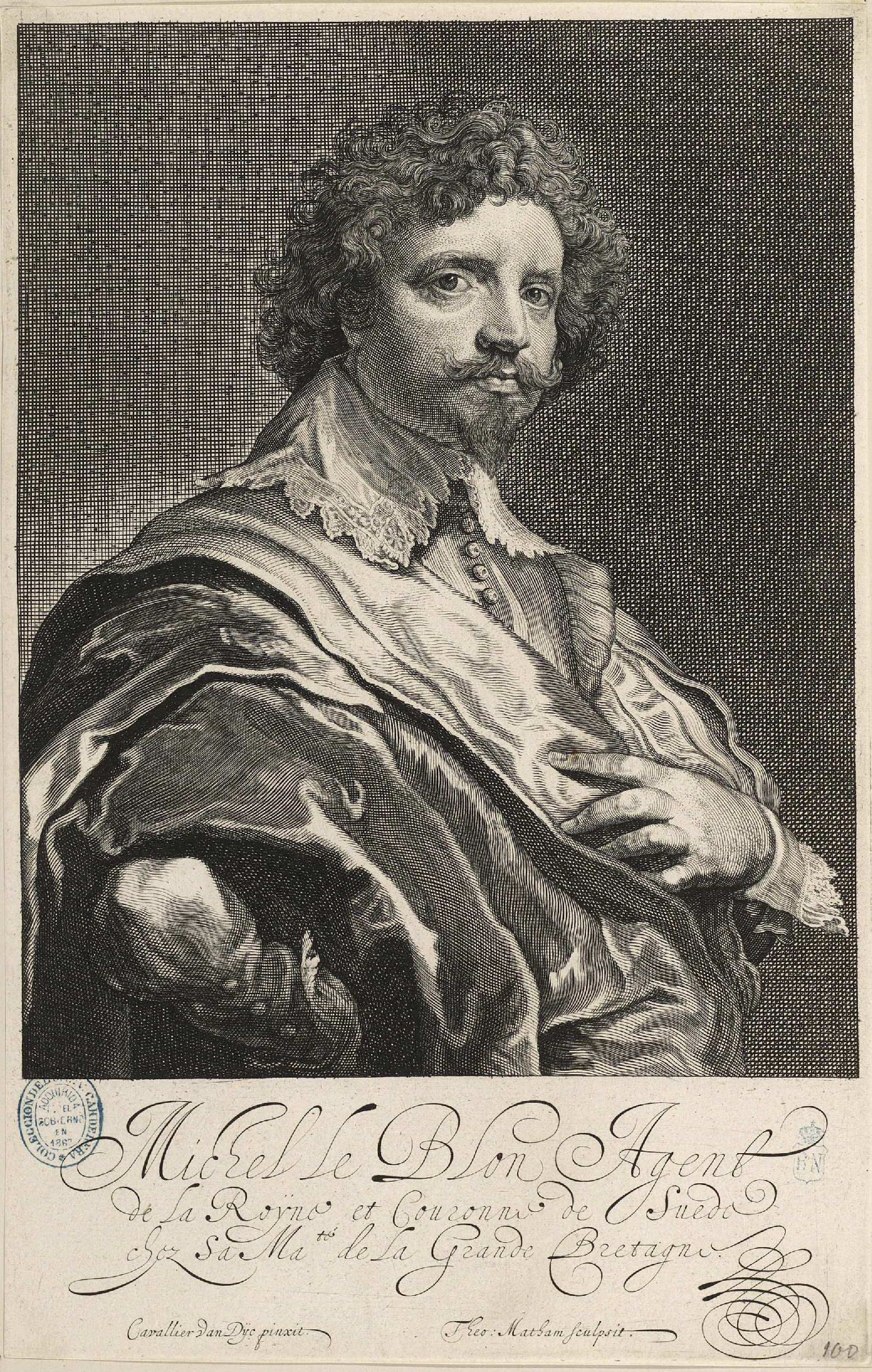
Michel Le Blon, grabado de Theodor Matham por pintura de Anton van Dyck. Inscripción: «Michel le Blon Agent de la Röyne et Couronne de Suede chez Sa Maté de la Grande Bretagne». Firma: «Cavallier Van Dijc pinxit; Theo: Matham sculpsit.» Madrid. Biblioteca Nacional de España.

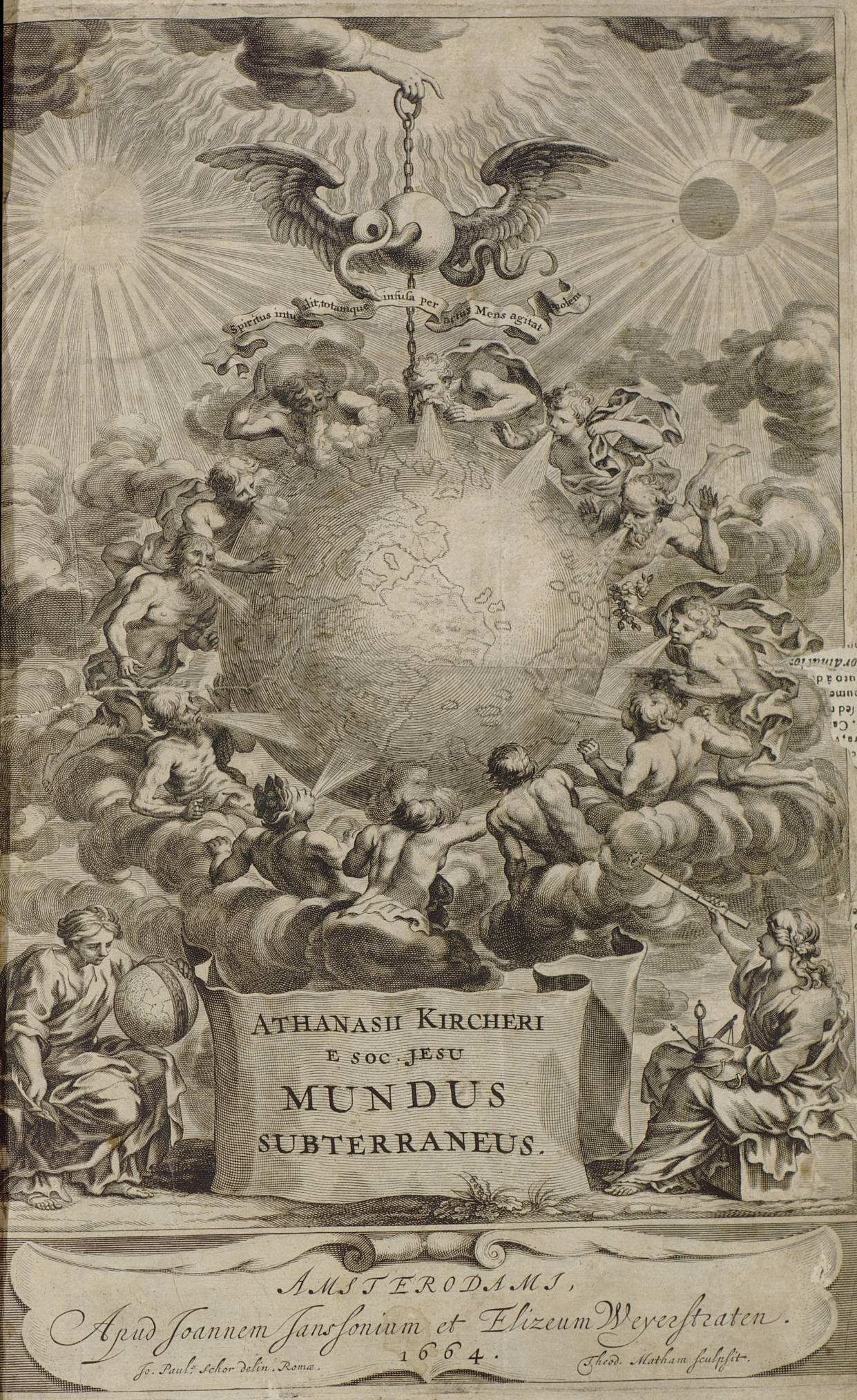
Frontispicio de Athanasius Kircher, Mundus subterraneus, Ámsterdam, 1664, grabado de Theodor Matham por dibujo de Johann Paul Schor. En la filacteria que cruza la cadena inscritos versos de Virgilio (Eneida, VI, 726-27), «Spiritus intus alit, totumque infusa per artus / Mens agitat molem» (un espíritu por dentro los nutre y, en sus miembros metida,/ una mente agita esa mole; traduc. Antonio Alvar Ezquerra). Madrid, Biblioteca Nacional de España.

Theodor Matham (Haarlem, c. 1605-Ámsterdam, 26 de marzo de 1676) fue un grabador neerlandés.

## Biografía
De una familia de artistas, fue hijo y discípulo del grabador Jacob Matham y de Maritge van Poelenburch, y hermano del también grabador Adriaen Matham y del pintor Jan Matham. En 1629 marchó a París con Cornelis Bloemaert, permaneciendo en Francia hasta 1633, cuando se trasladó a Roma, donde residió hasta 1636. De vuelta en los Países Bajos, en julio de 1641, contrajo matrimonio en Ámsterdam con Clara Huybrechts, alternando las estancias en Haarlem, La Haya y Ámsterdam.
En Roma tuvo como discípulo a Reinier van Persijn.

## Obra
Algunos de los primeros trabajos conocidos de Theodor Matham son ilustraciones por dibujos de Adriaen van de Venne para los libros de emblemas de Jacob Cats, Houwelick (Middelburg, Jan Pietersz. van de Venne, 1625) y Spiegel vanden Ouden ende Nieuwe Tijd (La Haya, 1632). En Roma junto con Cornelis Bloemaert y bajo la dirección de Joachim von Sandrart trabajó en la realización de los grabados de reproducción de las más importantes piezas arqueológicas presentes en la colección del banquero y mecenas Vincenzo Giustiniani con destino a la Galleria Giustiniana del marchese Vincenzo Giustiniani, repertorio de estampas editado hacia 1635. También parece probable que colaborase con Cornelis Bloemaert en la serie de cincuenta y ocho escenas mitológicas reunidas en el Tableaux du temple des muses promovido por Favereau, consejero en la Cour des Aydes de París, que encargó la realización de los grabados en talla dulce a «los mejores maestros de su tiempo», aunque ninguna de las estampas lleva firma de grabador y solo unas pocas aparecen signadas por Abraham van Diepenbeeck y Michel Lasne como dibujantes. De su publicación se ocupó, muerto Favereau, el abate Michel de Marolles, que añadió a las estampas sus propias explicaciones de las fábulas. La primera edición de la obra salió impresa en París en 1655 por Nicolas Langlois en un volumen in-folio, y a ella siguió una edición en cuarto con las planchas modificadas editada en Ámsterdam por Abraham Wolfgank en 1675.
Son suyas, entre otras, las portadas calcográficas de la Architectura militaris moderna de Matthias Dögen, editada en Ámsterdam en 1647 por Louis Elzevier, y del Mundus subterraneus de Athanasius Kircher (Ámsterdam, 1664/1665), obras ambas con numerosos grabados interiores principalmente topográficos y arquitectónicos en los que también pudo colaborar, y contribuyó grabando alguno de los retratos de los negociadores de la Paz de Westfalia pintados por Anselmus van Hulle para el álbum titulado Celeberrimi ad Pacificandum Christiani nomines orbem: Legati Monasterium et Osnabrugas..., que salió publicado en Amberes por Daniel Middeler en 1648, el mismo año de la firma de los tratados de Münster y Osnabrück.
Se le conocen también, como estampas sueltas, algunos paisajes y numerosos retratos, como el de Michel Le Blon, grabador y agente de la reina Cristina de Suecia por pintura de Anton van Dyck, el autorretrato de Anna Maria van Schurman de más de medio cuerpo, o los de Caspar Barlaeus, teólogo, el poeta Joost van den Vondel y Gerardus Johannes Vossius, profesor de elocuencia en la Universidad de Leiden, según Joachim von Sandrart, de quien también reprodujo la alegoría del mes de febrero de la serie de los doce meses del año del palacio Schleissheim (1645).